# Dům čp. 155 (Štramberk)
Dům čp. 155 stojí na ulici Zauličí ve Štramberku v okrese Nový Jičín. Zděný dům byl postaven v roce 1845. Ministerstvem kultury České republiky byl prohlášen za kulturní památku ČR roce 1995 a je součástí městské památkové rezervace.

## Historie
Podle urbáře z roku 1558 bylo na náměstí postaveno původně 22 domů s dřevěným podloubím, kterým bylo přiznáno šenkovní právo a sedm usedlých na předměstí. Uprostřed náměstí stál pivovar. V roce 1614 je uváděno 28 hospodářů, fara, kostel, škola a za hradbami 19 domů. Za panování jezuitů bylo v roce 1656 uváděno 53 domů. První zděný dům čp. 10 byl postaven na náměstí v roce 1799. V roce 1855 postihl Štramberk požár, při němž shořelo na 40 domů a dvě stodoly. V třicátých letech 19. století stálo nedaleko náměstí ještě dvanáct dřevěných domů.
Roubený dům čp. 155 byl postaven v roce 1845 na místě roubené stavby z přelomu 18. a 19. století. Datace přestavby je na záklopovém trámu. Objekt je součástí zástavby na předměstí Štramberku.

## Stavební podoba
Dům je přízemní zděná stavba obdélníkového půdorysu orientované štítovou stranou do ulice. Je trojdílné dispozice komora, síň a jizba. Dům je postaven na vysoké kamenné omítané podezdívce, která vyrovnává svahovou nerovnost a má sklepní prostory, bývalé chlévy, s cihlovou valenou klenbou. Štítové průčelí je dvouosé s kaslíkovými okny. Štít je svisle bedněný s oknem ve tvaru zvonku, s výzorníkem a podlomenicí u paty. Zadní štít má tři výzorníky ve tvaru trojlistu. Střecha je sedlová. Vstupní chodba a kuchyně je zaklenuta segmentově valenou klenbou, jizba má rovný trámový záklopový strop.